# Korea Jindo Dog
Der Korea Jindo Dog (진돗개 Jindot-gae) ist eine von der FCI anerkannte Hunderasse aus Korea (FCI-Gruppe 5, Sektion 5, Standard Nr. 334). In Korea wird er Jindo-gae oder Jindo-kyon genannt. Gae und Kyon sind Bezeichnungen für Hund.
Der koreanische Jindo-gae wurde durch die japanische Kolonisation fast ausgerottet (Pelz-Bekleidung). Durch die starken Bemühungen einiger koreanischer Forscher hat sich die Vermehrung der Jindo-gae wieder erholt. Jedoch dürfen die Hunde nur unter sehr streng Bedingungen aus dem Gebiet Jindo hinaus und nur reinrassige Jindo-gae hinein.

## Herkunft und Geschichtliches
Die genaue Herkunft des Jindos ist unbekannt, aber die meisten Theorien stimmen darin überein, dass er ursprünglich aus Korea stammt. Für Jahrhunderte war der Jindohund nur auf der im Südwesten Koreas gelegenen Insel Jindo bekannt. Aufgrund der Insellage war sein Verbreitungsgebiet lange auf diese beschränkt. Der Export war und ist verboten. Er steht dort unter Natur- und Artenschutz.
1938 wurde die Rasse zum Nationaltier erklärt. In Korea werden nur die Farben weiß und rot anerkannt, die Inselbewohner schätzen auch die schwarzen, schwarz-braunen, sowie rot-weißen als gute Jäger.
Einige Koreaner schmuggelten Mitte der 1980er Jahre solche Hunde in die USA.

## Verhalten
Der Jindo ist ein Jagd- und Wachhund. Er ist in der Familie ein selbstsicherer und loyaler, sehr zutraulicher Hund. Er ist gut erziehbar und gelehrig, geht eine sehr enge Bindung ein, braucht aber sehr lange, um sich an einen neuen Besitzer zu gewöhnen. Der Jindo verteidigt Haus, Hof und Familie und zeigt starkes Schutzverhalten. Er muss darum früh auf Menschen, Haustiere und Kinder sozialisiert werden. Die Rasse zeigt außerdem ausgeprägtes Jagdverhalten.

## Beschreibung
Die Hunde dieser Rasse sind bis 55 cm große und 23 kg schwere, kräftige Tiere vom Spitztyp. Das raue Haar ist mittellang in unterschiedlichen Farben, auch gestromt. Die Unterwolle ist je nach Jahreszeit unterschiedlich ausgeprägt und heller als das Deckhaar, welches leicht absteht. Der Kopf hat die spitztypischen kleinen, dreieckigen Stehohren und eine mittelkurze Schnauze. Die Augen sind mandelförmig dunkelbraun und eher klein, ihre Außenseite zeigt in Richtung Ohren. Die Rute wird entweder geringelt oder sichelartig über dem Rücken getragen.
Die Fellfarbe ist meistens Gold-Orange; seltener vertreten sind Schwarz mit braunen Bereichen oder reinweiß, auch wolfsgrau ist eine nach dem Rassestandard zulässige Farbe.

verschiedene Korea Jindos
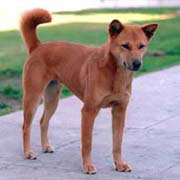
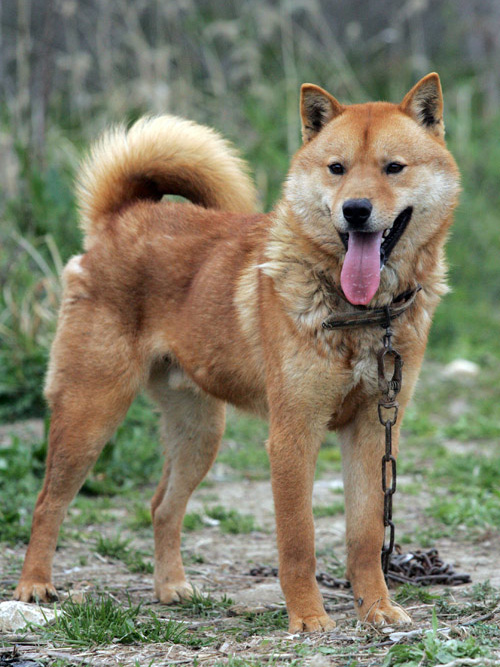
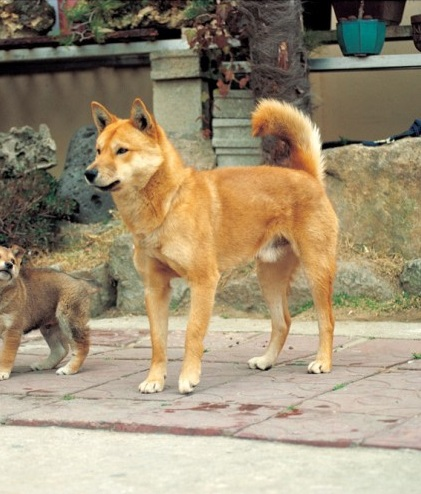
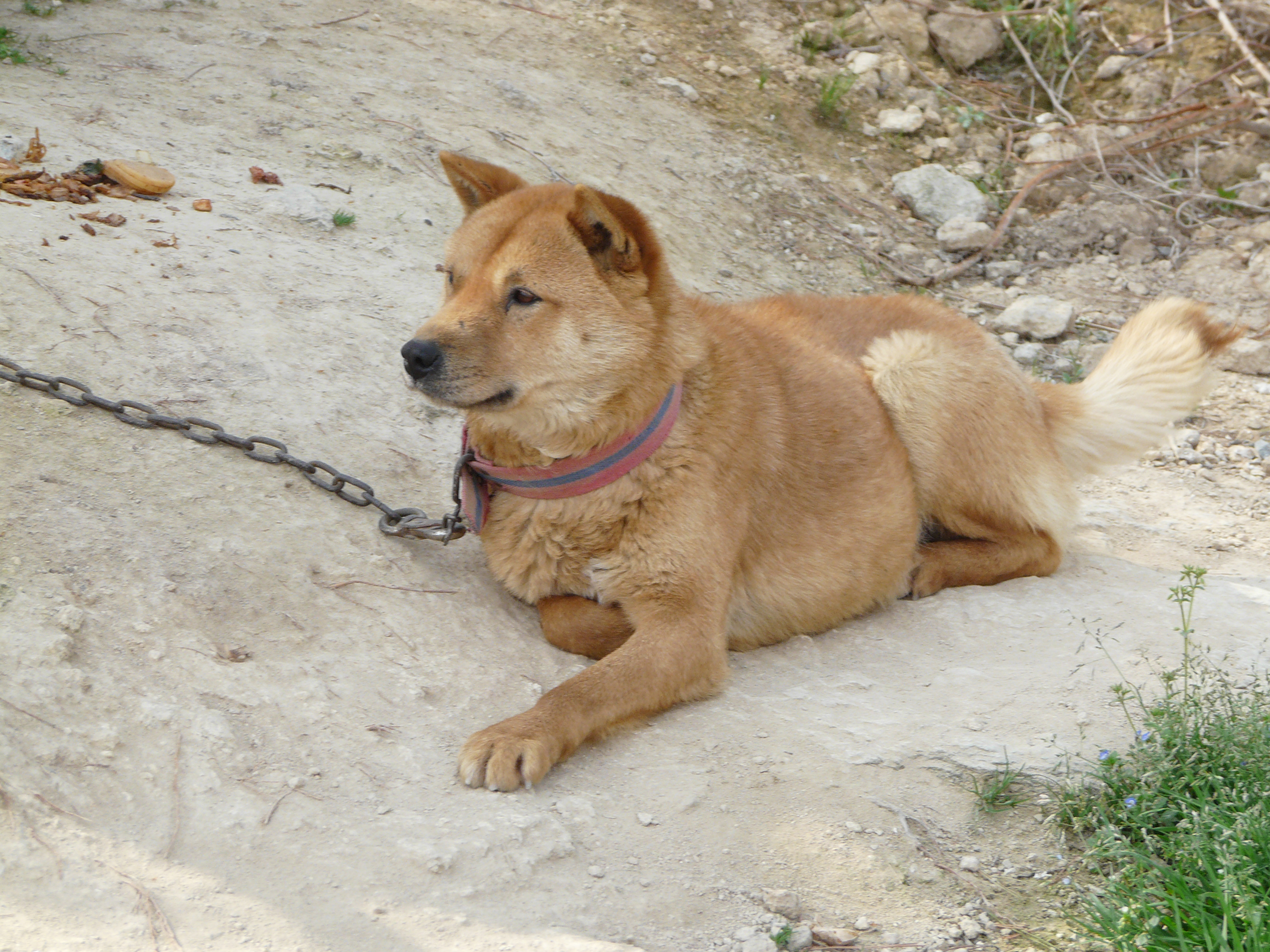